# Günter Madeja
Günter Madeja (* 14. Mai 1939 in Bad Ziegenhals / Kreis Neiße; † 10. Juni 2025) war ein Fußballspieler aus der DDR. Für den SC Empor/FC Hansa Rostock spielte er in der DDR-Oberliga, der höchsten Spielklasse des ostdeutschen Fußballverbandes.

## Sportlicher Werdegang
Als Jugendspieler war Madeja Mitglied der Leipziger Betriebssportgemeinschaft (BSG) Lok LVB. Später wechselte er zur Mecklenburger BSG Empor Neustrelitz, mit deren 1. Männermannschaft er zuletzt in der viertklassigen Bezirksliga Neubrandenburg spielte.
Im November 1960 wechselte Madeja im Alter von 21 Jahren zum Oberligisten SC Empor Rostock. Er blieb jedoch noch Student an der Ingenieurschule für Bauwesen in Neustrelitz, wo er sein Studium erst im Sommer 1961 abschloss. Sein erstes Oberligaspiel für den SC Empor bestritt er am 1. Spieltag der Saison 1961/62 am 5. März 1961 in der Begegnung Dynamo Berlin – Empor Rostock (1:4), als Einwechselspieler für den halblinken Stürmer Heino Kleiminger. In seiner ersten Oberligasaison, die wegen der Umstellung vom Kalenderjahr- auf den Herbst-Sommer-Rhythmus über 39 Spieltage lief, absolvierte Madeja insgesamt zehn Punktspiele, jeweils als Stürmer, allerdings nur die letzten fünf über die vollen 90 Minuten. 1962/63 konnte er sich auf 17 von 26 ausgetragenen Oberligaspiele steigern und hatte durchgehend als halblinker Stürmer eingesetzt eine feste Position. Bereits 1963/64 hatte er seinen Stammplatz wieder verloren und kam nur auf zehn Einsätze in der Oberliga. Nach einem Tiefpunkt mit nur sechs Oberligaspielen 1964/65, konnte Madeja sich 1965/66 noch einmal auf 13 Erstligaspiele steigern. Seine Mannschaft lief inzwischen als FC Hansa Rostock auf, nachdem die Fußballsektion als selbständiger Fußballklub aus dem SC Empor ausgegliedert worden war. In den Jahren 1964 und 1965 gehörte Madeja zum Kader der DDR-Nachwuchsnationalmannschaft und bestritt mit ihr zwei Länderspiele. In der Saison 1966/67 kam er nur in den letzten sieben Punktspielen der Oberliga zum Einsatz, nun erstmals durchgehend als Mittelfeldspieler. Zur Saison 1967/68 wurde Madeja für die 2. Mannschaft des FC Hansa nominiert, die in die zweitklassige DDR-Liga aufgestiegen war. Dort bestritt er 18 von 30 Punktspielen, abwechselnd als Linksaußenstürmer und als Mittelfeldspieler eingesetzt. Nach der Verletzung von Wolfgang Wruck kam Madeja noch zum Saisonende in sechs Oberligaspielen zum Einsatz. Seine letzte Spielzeit für den FC Hansa Rostock absolvierte er 1968/69, in der er lediglich elf Punktspiele mit der 2. Mannschaft bestritt. Im Sommer 1969 beendete er 30-jährig seine Laufbahn als Leistungsfußballer. In den neun Jahren beim Rostocker Klub war er auf 68 Oberligaspiele gekommen, in denen er 13 Tore erzielt hatte. Außerdem wurde er in zehn DDR-Pokal- und 18 Intercupspielen eingesetzt.
1971 schloss sich Madeja der drittklassigen TSG Bau Rostock an und wurde dort Spielertrainer. Er führte die Mannschaft 1973 in die DDR-Liga, in der bis 1975 noch 15 Punktspiele bestritt. Im Sommer 1976 beendete er seine Trainertätigkeit bei der TSG.
Später arbeitete Günter Madeja, der als Bauingenieur und Lehrer ausgebildet war, als Lehrer an der Berufsschule des Wohnungsbaukombinates (WBK) in Rostock-Bramow. Er unterrichtete Sport und Baukonstruktion. Er lebte bis zu seinem Tod in Leipzig.